# نهر أبو علي
أصل تسميته بـ أبو علي :

يقول المؤرخ السيد محسن الأمين (ره): لم يغفل (بنو عمار) النواحي العمرانية في إمارتهم، فمن أهم ما عنوا به المشاريع المائية، فأمنوا لطرابلس ريا منظما من النهر الذي عرف بعد ذلك باسم نهر أبو على اعترافا بهذا الجميل وتخليدا لذكرهم، ولا يزال حتى اليوم يعرف بهذا الاسم، فقد كان نهر قاديشا يفيض فيحدث أضرارا ولا ينتفع منه، فوضع (فخر الملك أبو علي بن عمار) خطة إنمائية تنظم أمور النهر وتمنع فيضانه وتجريه في أقنية للري، فعاد على المدينة ومنطقتها بالخير العميم، وتمت المزروعات والبساتين والحدائق وتشكل من ذلك ثروة زراعية ساعدت على رقي المجتمع، وازدهرت الحقول والأراضي المحيطة بالمدينة بوفرة مزروعاتها وتنوعها، وفاضت عن حاجاتها، فاحتفظت بأموالها واستدرت أموالاً من الخارج، وهذا ما شكل عاملاً مهما في نهوض الحركة الصناعية والاقتصادية والثقافية.

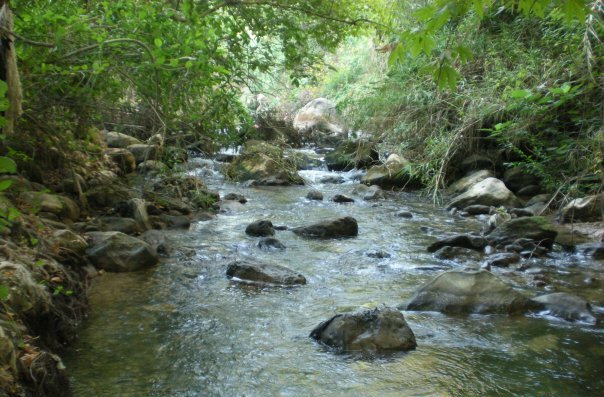
نهر قاديشا في شمال لبنان

## نبذة عامة
نهر أبو علي وهو نهر قاديشا: ينبع من مغارة قاديشا في سفوح القرنة السوداء وظهر القضيب في جبل المكمل ويجري في وادي قاديشا أو وادي قنوبين.
- يصب في البحر الأبيض المتوسط مخترقا مدينة طرابلس.

## وصفه
ينبع هذا النهر من مغارة قاديشا الواقعة في وادي قاديشا شمال لبنان و يمر بعدة مناطق لبنانية سياحية قبل أن يصل إلى طرابلس، و فيها يتحول اسمه من نهر قاديشا إلى نهر أبو علي، يبلغ طوله من منبعه وحتى المصب 42 كم ومساحة حوضه 485 كم مربع. يفصل نهر أبو علي أهم منطقتين للتجمع السكاني في طرابلس هما قبة النصر في الشمال الشرقي و أبي سمراء في الجنوب الغربي منه، وعلى ضفته الغربية فتتمركز قلعة الصنجيل أو قلعة طرابلس، أما ضفته الشرقية فيمتد سوق الخضار الشعبي الذي حول هذا النهر الجميل إلى مكب نفايات السوق، بالإضافة إلى بقايا مزارع الخنازير والدجاج التي جعلت رائحة النهر لا تطاق.

## فيضان 1955
أو سنة الطوفة أدى هذا الفيضان إلى شبه غرق المدينة بالمياه، وخسائر أخرى فادحة في مئات الأرواح واقتصادياً، بعد القرار بهدم النهر وإعادة بنائه وتوسيع المجرى على حساب المباني القديمة المحيطة به وكل هذا زاد من تدهور الاقتصاد آنذاك.

## تاريخه
قبل أن يعاد بناء النهر كان تحفة خضراء لا تخلو من الزوار وقامت بفضله جنائن غناء واشتهرت زراعة التوت وقامت عليها صناعة الحرير وبعد ذلك أصبحت طرابلس مزرعة لليمون والبرتقال تفوح منها رائحة عطرة أضيفت على إثرها صفة الفيحاء لطرابلس. كان مجرى النهر يفتح صيفا ويغلق شتاءً، ولكن أحوال النهر ساءت منذ الفيضان، وشحوحه و تحويل مياهه إلى مياه صرف صحي.
الطوفان حدث في عام 1955.

## مشروع السقف
من باحة جامع البرطاسي نزولاً باتجاه البحر يكون المشروع قد غطى النهر لنحو 300 متر، وهو ممول من البنك الدولي و وافقت عليه الحكومة اللبنانية. أما الغرض منه فهو انتشال البسطات من جوانب الطريق وبالتالي الملكية العامة وإنشاء محال بديلة فوق النهر.